# Agustín Moreira
Agustín Nahuel Moreira Morales (Canelones, 18 maggio 2001) è un calciatore uruguaiano, attaccante del Gil Vicente in prestito dal Progreso.

## Caratteristiche tecniche
È un esterno offensivo.

## Carriera
Moreira è cresciuto nel settore giovanile del Defensor Sporting, che ha lasciato nel 2021 per unirsi al Progreso. Ha debuttato il 20 marzo 2022 nell'incontro di Segunda División perso 1-0 contro il La Luz. Il 25 marzo 2023 ha segnato il suo primo gol in carriera nel successo per 3-1 contro il Rentistas.

## Statistiche

### Presenze e reti nei club
Statistiche aggiornate al 19 maggio 2024.
| Stagione        | Squadra         | Campionato      | Campionato | Campionato | Coppe nazionali | Coppe nazionali | Coppe nazionali | Coppe continentali | Coppe continentali | Coppe continentali | Altre coppe | Altre coppe | Altre coppe | Totale | Totale | Totale |
| Stagione        | Squadra         | Comp            | Pres       | Reti       | Comp            | Pres            | Reti            | Comp               | Pres               | Reti               | Comp        | Pres        | Reti        | Pres   | Reti   |        |
| --------------- | --------------- | --------------- | ---------- | ---------- | --------------- | --------------- | --------------- | ------------------ | ------------------ | ------------------ | ----------- | ----------- | ----------- | ------ | ------ | ------ |
| 2022            | Progreso        | SD              | 18         | 0          | CU              | 1               | 0               |                    | -                  | -                  |             | -           | -           | 19     | 0      |        |
| 2023            | Progreso        | SD              | 31         | 4          | CU              | 2               | 0               |                    | -                  | -                  |             | -           | -           | 33     | 4      |        |
| 2024            | Progreso        | PD              | 4          | 0          | CU              | 0               | 0               |                    | -                  | -                  |             | -           | -           | 4      | 0      |        |
| Totale carriera | Totale carriera | Totale carriera | 53         | 4          |                 | 3               | 0               |                    | -                  | -                  |             | -           | -           | 56     | 4      |        |